# Матино
Матѝно (на италиански: Matino) е град и община в Южна Италия, провинция Лече, регион Пулия. Разположен е на 75 m надморска височина. Населението на общината е 11 752 души (към 2011 г.).